# 汐留
汐留（しおどめ）は、東京都港区の地区名・旧町名。現在ではおもに、新橋駅東側の汐留地区に建設された巨大複合都市“汐留シオサイト（siosite）”を指す。
かつての汐留（汐留町）は、現行行政地名では、東新橋の大部分と、海岸一丁目の一部にあたる。

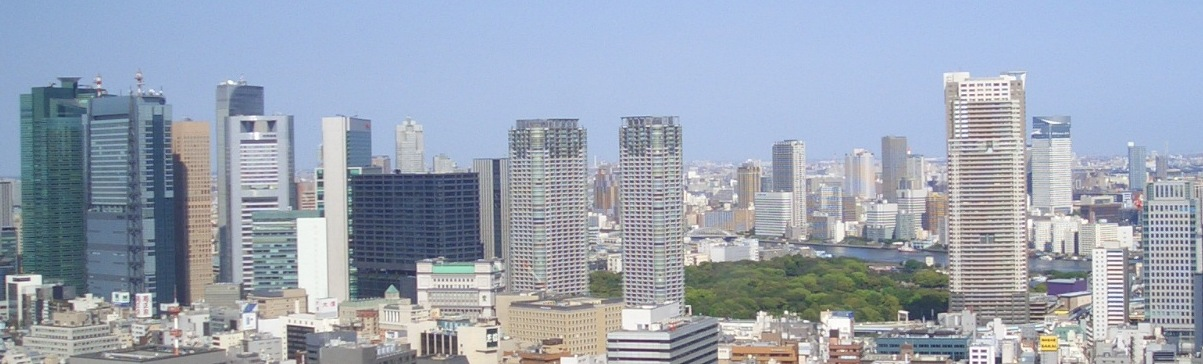
シオサイト全景：左が北端のシティセンター、右が南端の汐留芝離宮ビル

## 概要

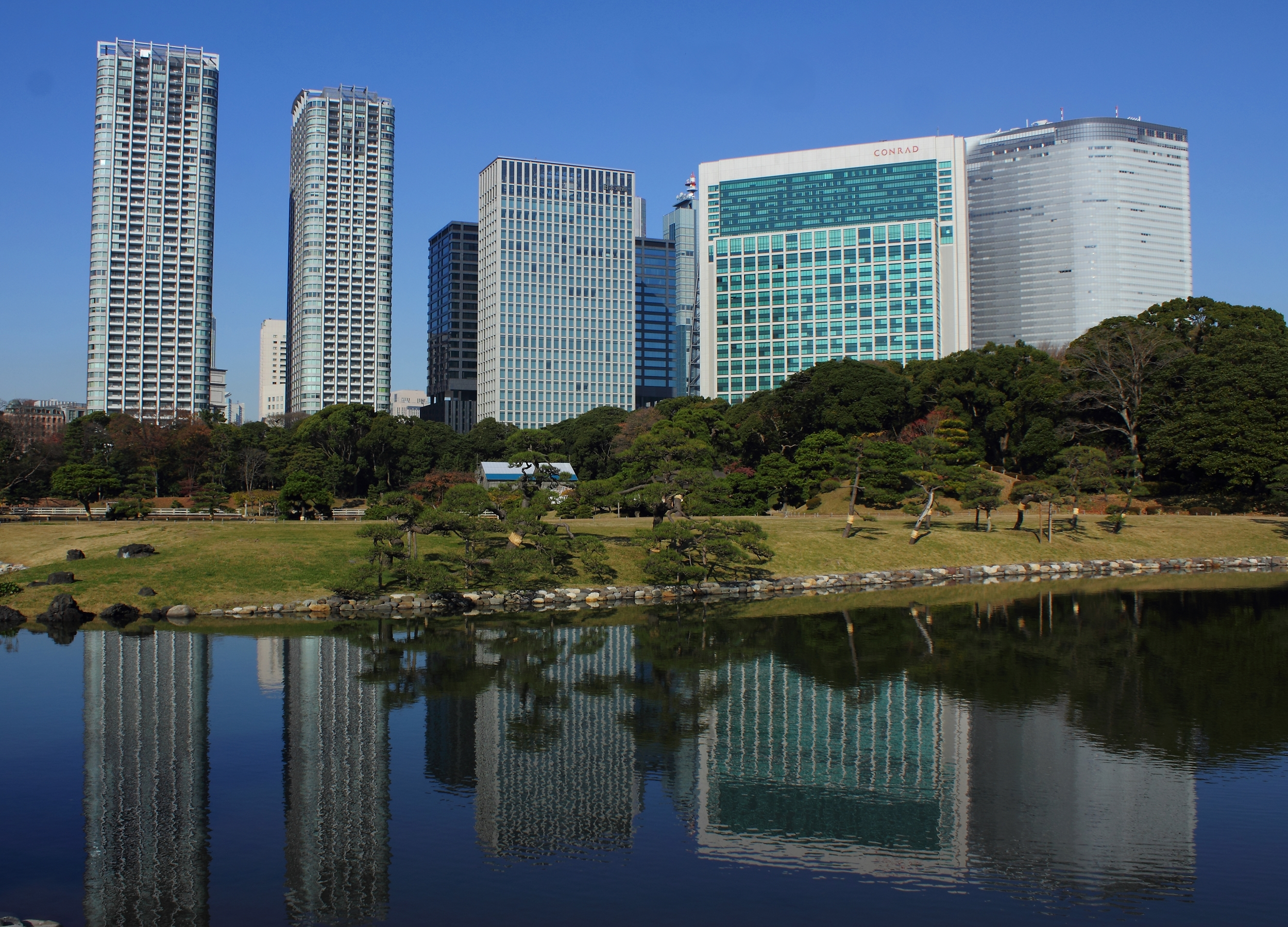
浜離宮恩賜庭園から見える超高層ビル群

汐留の地は江戸時代以前は海辺の湿地帯であったが、江戸幕府の開幕後徳川家康が発令し、三代将軍家光の代に至るまで続いた「天下普請」（諸大名の財力を用いた、奉仕による城下町建設事業）により汐留の埋立地が完成した。その結果、汐留は周辺の新橋・銀座・築地などと並び、大名屋敷を有する武家屋敷街となった。
その後、明治新政府によって屋敷は接収され、1872年日本初の鉄道が横浜との間に開設された際、起点となる新橋駅がこの汐留に建設され、東京の玄関として華やかで活気のある街となった。しかし、1914年に東京駅が完成し、東海道本線の起点が東京駅に変更されたため、元の新橋駅は汐留駅に改称し、貨物専用駅に変更された。それからの汐留は、小運送店の集まる貨物ターミナルとして栄えることになる。
やがてトラック輸送の増加やそれに伴う鉄道貨物輸送の変化などにより、1986年に汐留駅は品川区にある東京貨物ターミナル駅に機能を譲る形で廃止された。その後しばらくの間、31ヘクタールにも及ぶ駅跡地が日本国有鉄道清算事業団の保有する広大な空き地のまま残っていたが、1995年になってようやく、東京都の都市基盤整備と民間のプロジェクトにより都市再開発が始まった。
2004年には、13棟の超高層オフィスビルが建ち並び、4つのホテルや数多くのレストラン、ショップなどが地下通路とペデストリアンデッキでつながる6万人の複合都市として生まれ変わった。この際に、民放キー局の日本テレビ（日テレ）の本社が千代田区の番町地区（二番町）から移転して、日本テレビタワーが建設された。東側には浜離宮恩賜庭園をはさんで東京湾、西側は新橋駅から虎ノ門・神谷町・霞が関の官庁街・ビジネス街があり、銀座・築地・臨海副都心（お台場）などにも近く恰好のビジネスロケーションといえる。
現在は六本木ヒルズやお台場と並び、平成期に誕生した東京の観光名所の一つとなっている。
2011年12月22日に、国から国際戦略総合特区の一つである東京都提案のアジアヘッドクオーター特区区域に指定された。

## 沿革

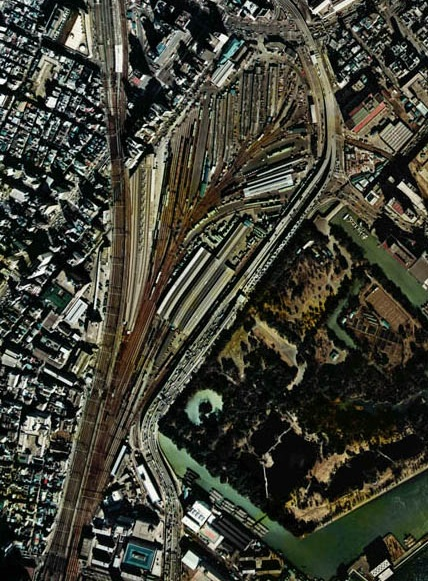
1974年の汐留駅

- 江戸時代以前は、汐留は江戸湾（東京湾）海辺の湿地帯であった。
- 慶長8年（1603年）以後、徳川家康が発令した天下普請（諸大名の財力を用いた、奉仕による城下町建設事業）によって汐留の埋立地が完成する。「汐留」の名は、江戸城外堀に潮の干満が及ばないよう海と堀とを仕切る堰があったため、この地域が潮溜りとなっていたことに由来する。これ以降汐留には木材・薪などの商人が集まって住むようになり、三角屋敷という商人たちの屋敷ができる。また、周辺には武家屋敷などが並ぶようになる。
- 享保9年（1724年）、三角屋敷の地が町として独立し、汐留三角屋敷となる。
- 明治元年（1868年）、東京府成立にともない東京府に所属し、東京府汐留三角屋敷となる。
- 明治2年（1869年）、汐留三角屋敷に周辺の芝口新町などを併合し、汐留町が成立する。
- 明治5年（1872年）、日本初の鉄道の起点である新橋駅（のちの汐留貨物駅）が開業する。また、汐留町に周辺の武家地・鉄道用地などを編入し、新たに汐留町一丁目・二丁目が成立する。
- 明治11年（1878年）、芝区の成立にともない、汐留町は芝区に所属し、東京府芝区汐留町となる。
- 明治22年（1889年）、東京市の成立にともない、東京市芝区汐留町となる。
- 大正3年（1914年）、東京駅の開設により、新橋駅が旅客営業を廃止し、新たに汐留貨物駅として開業する。同時に烏森駅が新橋駅に改称する。
- 大正12年（1923年）9月1日、関東大震災により汐留駅が消失し、隣接する新橋地区とともに焦土と化す。
- 昭和7年（1932年）12月1日、関東大震災後の復興と区画整理にともなう町名整理が行われ、汐留町に周辺地域を編入し、新たに芝区汐留が成立する。
- 昭和22年（1947年）、芝区が赤坂区・麻布区と合併して新たに港区が成立する。それにともない町名に「芝」を冠称し、東京都港区芝汐留となる。
- 昭和40年（1965年）7月1日、住居表示の実施にともない、芝汐留に芝新橋一 - 六丁目の第一京浜（国道15号）より東側の地域を編入し、新たに東新橋一 - 二丁目となる。これによって港区の公称地名としての汐留の名は消滅した。
- 昭和61年（1986年）11月1日、国鉄汐留貨物駅が廃止される。駅跡地は再開発されるまでの一時期、東京ルーフ（平成2年（1990年））やパックスシアター・サイカやハリウッド映画村東京会場（平成3年（1991年））などのイベント会場として使用された。
- 平成7年（1995年）、東京都の都市基盤整備と民間のプロジェクトにより、汐留貨物駅跡地の再開発がはじまる。その際、旧新橋駅の遺構や、旧新橋駅を建てる際に利用された江戸時代の仙台藩上屋敷跡の遺跡などが発掘される。
- 平成10年（1998年）12月10日、日本鉄道建設公団清算事業本部がE街区を共同通信社に売却し、汐留地区内の土地売却が終了[1]。
- 平成14年（2002年）、再開発地区としての区画整理が終了し、汐留シオサイトという愛称がつく。都営地下鉄大江戸線・ゆりかもめ汐留駅が開業する。
- 平成15年（2003年）、電通ビル・日本テレビタワー・汐留シティセンターなど主要ビルが竣工し、各社が移転する。カレッタ汐留が開業。
- 平成16年（2004年）、汐留住友ビルが竣工し、ホテルヴィラフォンテーヌ汐留が開業する。
- 平成17年（2005年）、東京汐留ビルディングが竣工し、コンラッド東京が開業する。
- 平成18年（2006年）、汐留芝離宮ビルが竣工する。
- 平成19年（2007年）、汐留ビルディングが竣工する。
- 平成20年（2008年）、汐留ビルディング1・2階の商業ゾーン、「HAMASITE Gurume」が開業する。

## 地区内の施設・名所
1区　A街区
1. 電通本社ビル
  - 電通東京本社
  - 汐留アネックスビルカレッタ汐留
  - みずほ銀行カレッタ汐留出張所 ATM
  - セブン銀行セブン-イレブン カレッタ汐留店共同出張所　ATM
  - 電通四季劇場［海］

1区　B街区
1. 汐留シティセンター
  - ANAホールディングス・全日本空輸本社
  - 森永乳業本社
  - セブン銀行ATM 1F
  - 汐留シティセンター郵便局窓口、ATM　B2F
  - 三井住友銀行汐留出張所『SMBC+マネービバ汐留』（予約制）
  - みずほ銀行汐留シティセンター出張所　ATM　B2F
2. 旧新橋停車場 鉄道歴史展示室（鉄道開業時の新橋停車場の建物などを復元）
3. パナソニック東京汐留ビル
  - パナソニック汐留美術館 4階
  - パナソニックリビングショウルーム東京 B2階 - 2階

1区　C街区
1. 日本テレビタワー
  - 日本テレビホールディングス・日本テレビ放送網（日テレ）本社
  - 讀賣テレビ放送（ytv）、広島テレビ放送（HTV）、南海放送（RNB）、長崎国際テレビ（NIB）、熊本県民テレビ（KKT）、鹿児島讀賣テレビ（KYT）東京支社
  - 読売中京FSホールディングス 本社
2. 汐留タワー
  - 資生堂汐留オフィス 1 - 22階
  - ザ ロイヤルパークホテル 東京汐留 24 - 38階（ホテル）

2区　D北1街区
1. 東京汐留ビルディング
  - コンラッド東京 28 - 37階（ホテル）
  - Pedi汐留（ペディ汐留）

2区　D北2街区
1. 汐留住友ビル
  - JSR本社
  - クレディ・アグリコル
  - CLSA証券
  - 中国石油国際事業日本株式会社
  - チャイナオイル・ジャパン
  - ブルーコートシステムズ合同会社
  - セブン銀行汐留住友ビル共同出張所　ATM 1F
  - ホテルヴィラフォンテーヌグランド東京汐留 2階 - 10階（ホテル）

2区　D北3街区
1. ミネベアミツミ東京クロステックガーデン（旧日本通運本社ビル）

2区　E街区
1. 汐留メディアタワー
  - 共同通信社本社
  - パークホテル東京 25 - 34階
  - みずほ銀行汐留メディアタワー出張所　ATM　B2F
2. TOPPANエッジビル

3区　D南街区
1. 東京ツインパークス（分譲マンション）
  - ライトウィング+レフトウイング

3区　H街区
1. 汐留H街区超高層棟
  - アクティ汐留（賃貸マンション） 3 - 44階
  - ラ・トゥール汐留（賃貸マンション） 45 - 56階
    - マルエツ プチ（24時間営業スーパー）

3区　イタリア公園
1. イタリア公園（港区立公園）

4区　I-1街区（港区海岸1丁目）
1. 汐留芝離宮ビルディング

4区　I-2街区（港区海岸1丁目）
1. スカイグランデ汐留（分譲マンション）
2. 汐留ビルディング
  - NTTコミュニケーションズ
  - TOTO東京汐留事業所
  - ロート製薬東京支社
  - ハマサイト・グルメ1 - 2階

5区　西街区（イタリア街）
1. コムーネ汐留
2. ウインズ汐留・オフト汐留（場外勝馬投票券発売所）
3. グラディート汐留ロッソ（マンション）
4. エスペリオ汐留（オフィスビル）
5. コモディオ汐留（オフィスビル）
6. 東京茶業会館
7. カーザベルソーレ
8. ラ ピアッツォーラ
9. ルーシスビル
10. 三井ガーデンホテル汐留イタリア街（京成汐留ビル）
11. 東京消防庁芝消防署庁舎

## ギャラリー

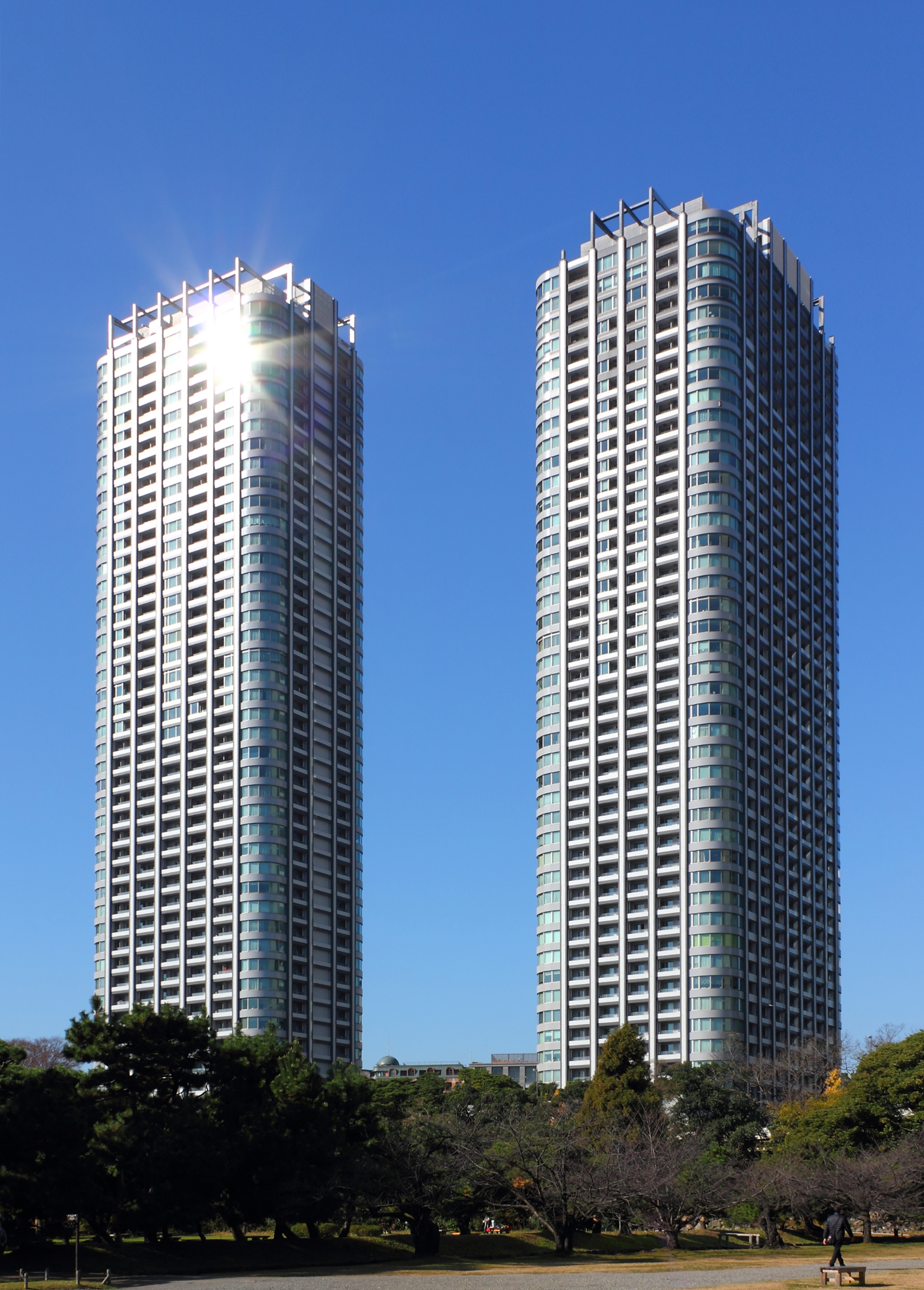
東京ツインパークス
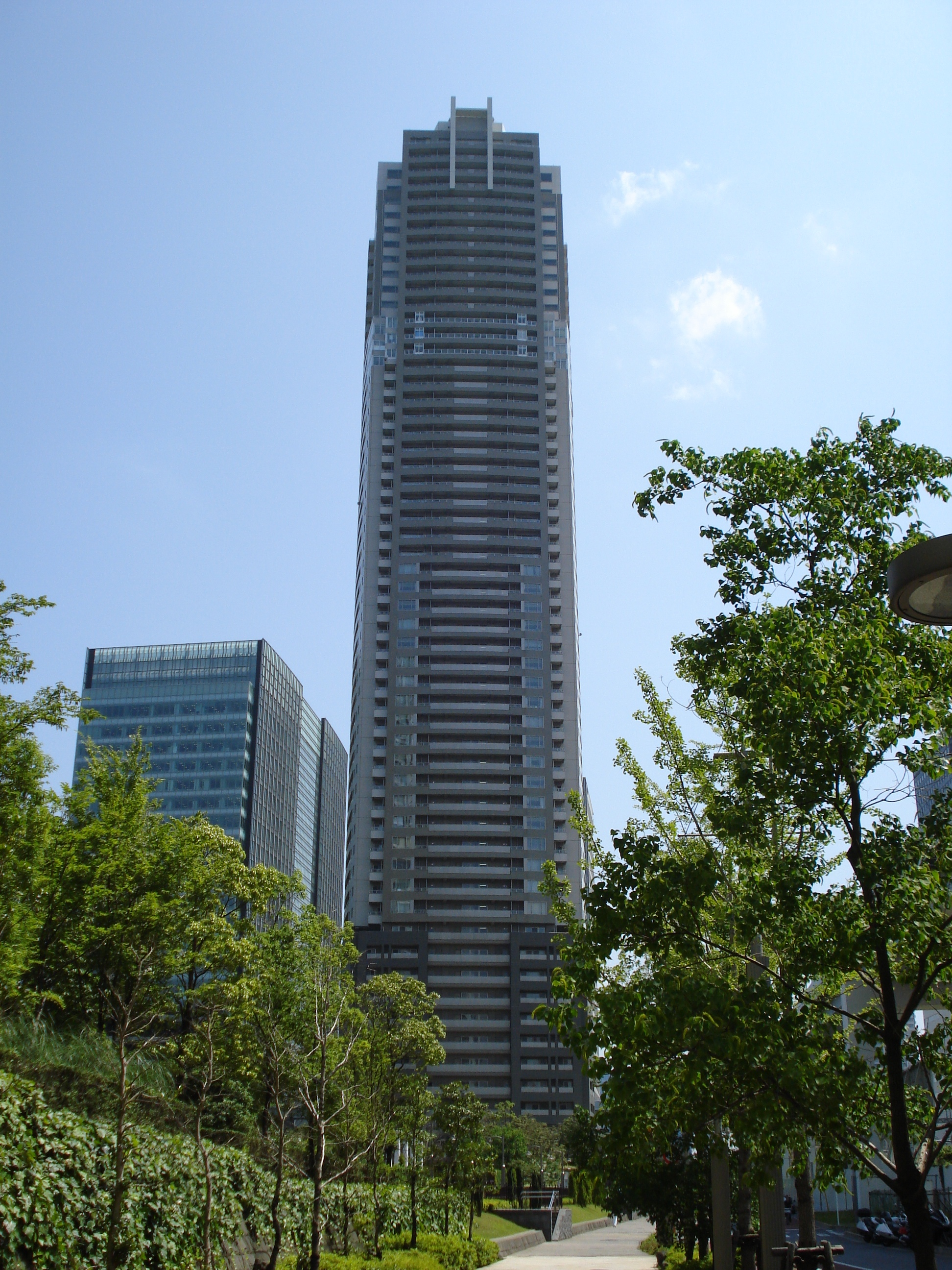
アクティ汐留・ラトゥール汐留
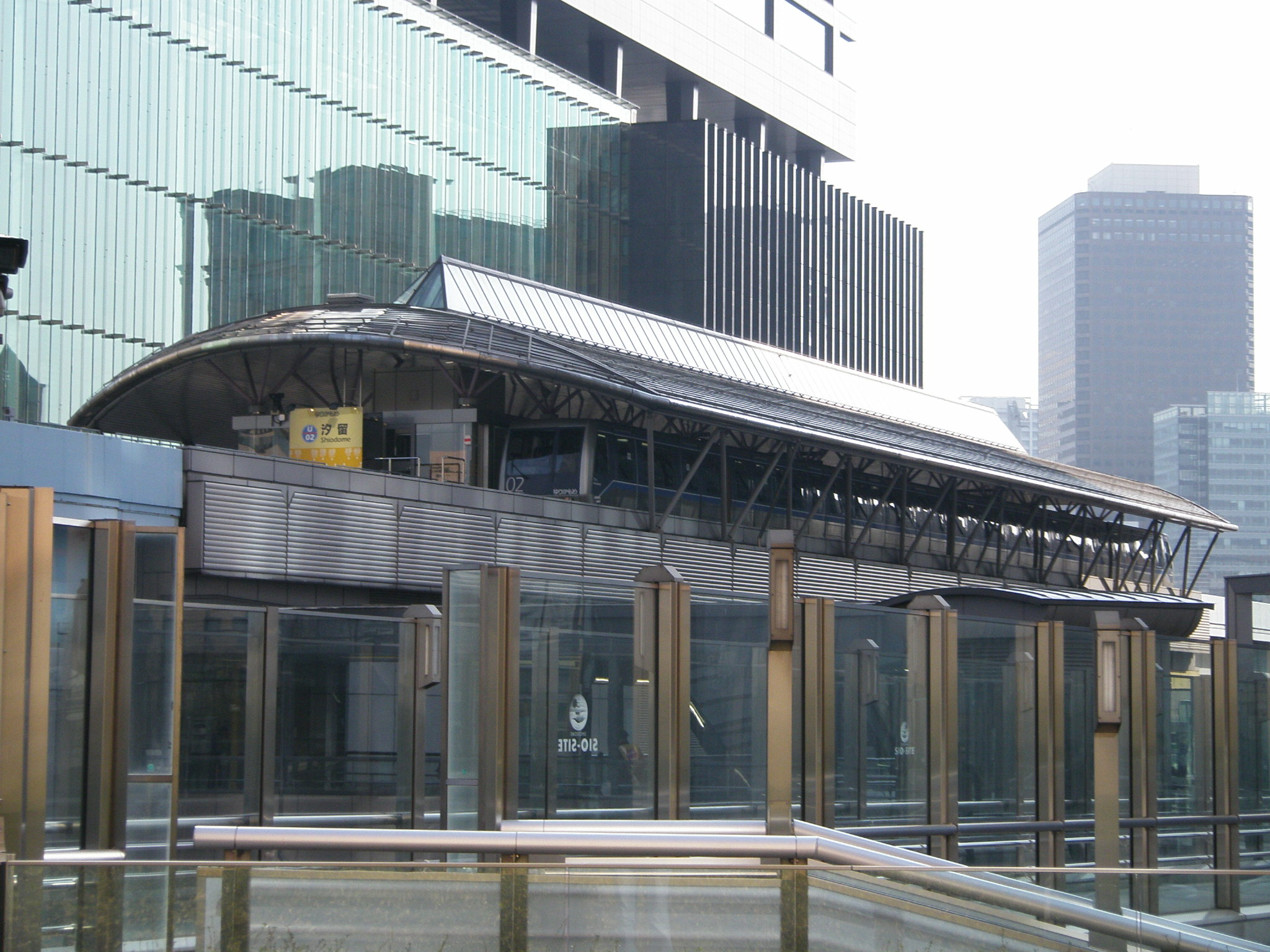
ゆりかもめ汐留駅
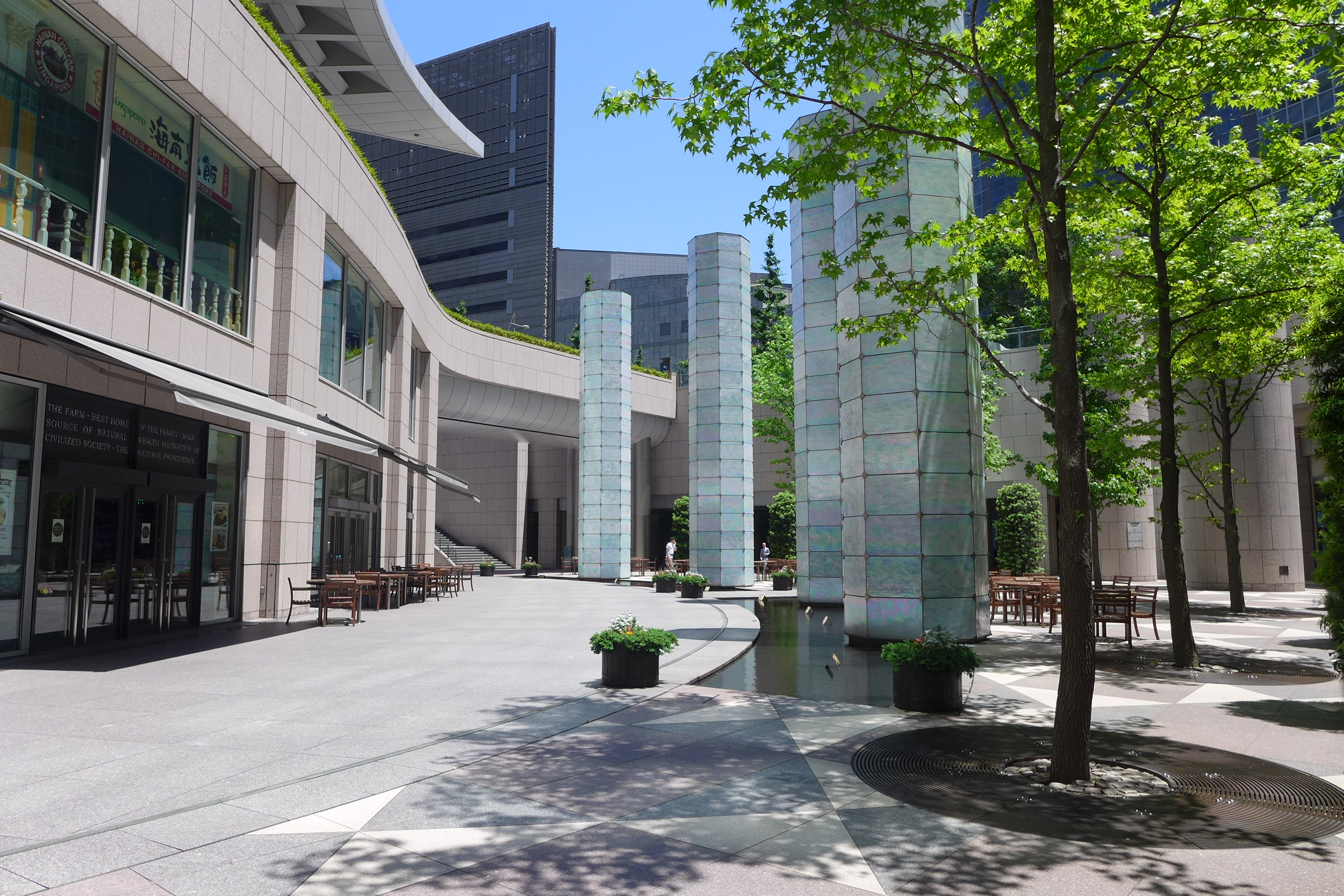
汐留シティセンター
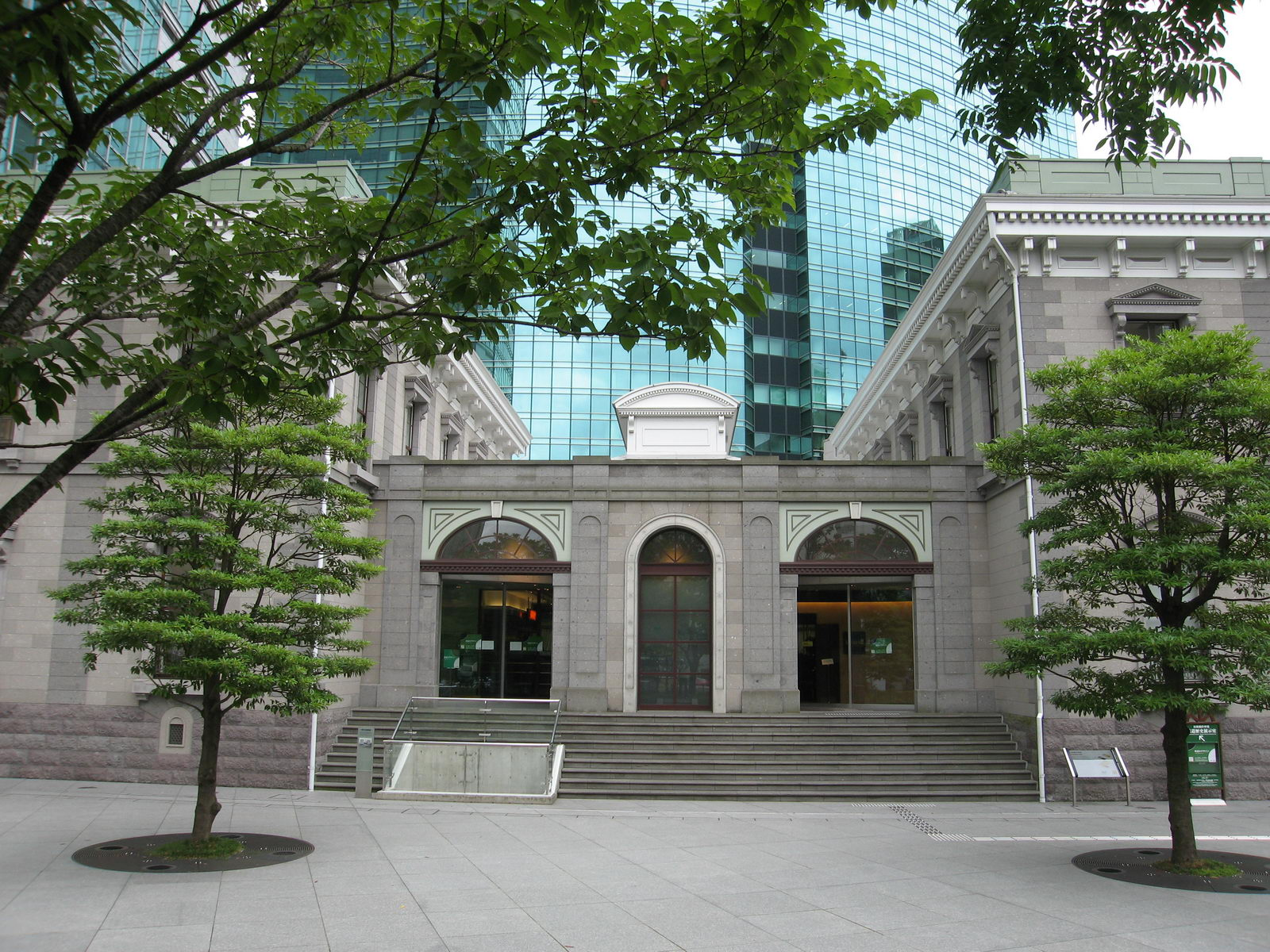
旧新橋停車場・鉄道歴史展示室
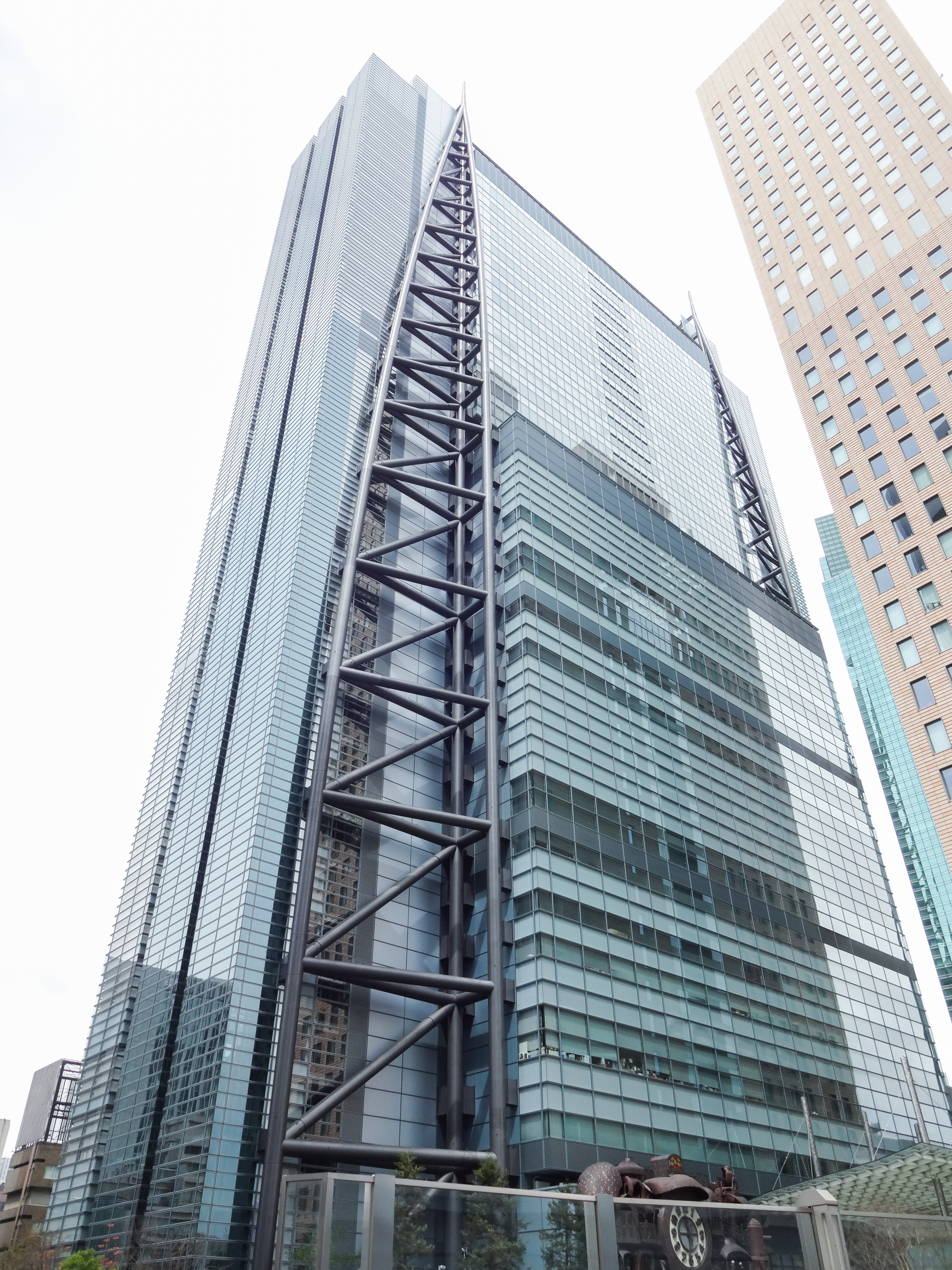
日本テレビタワー
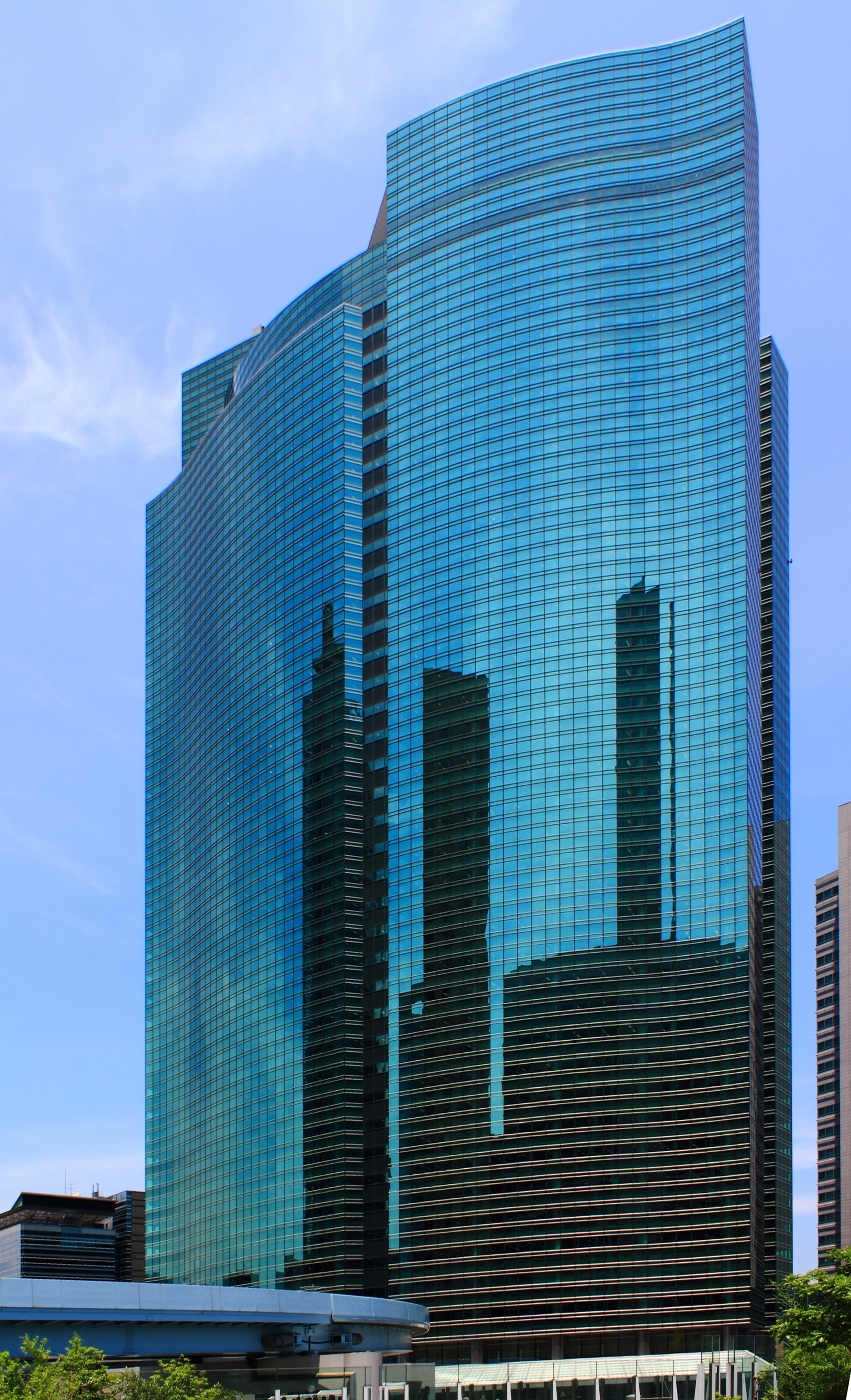
汐留シティセンター
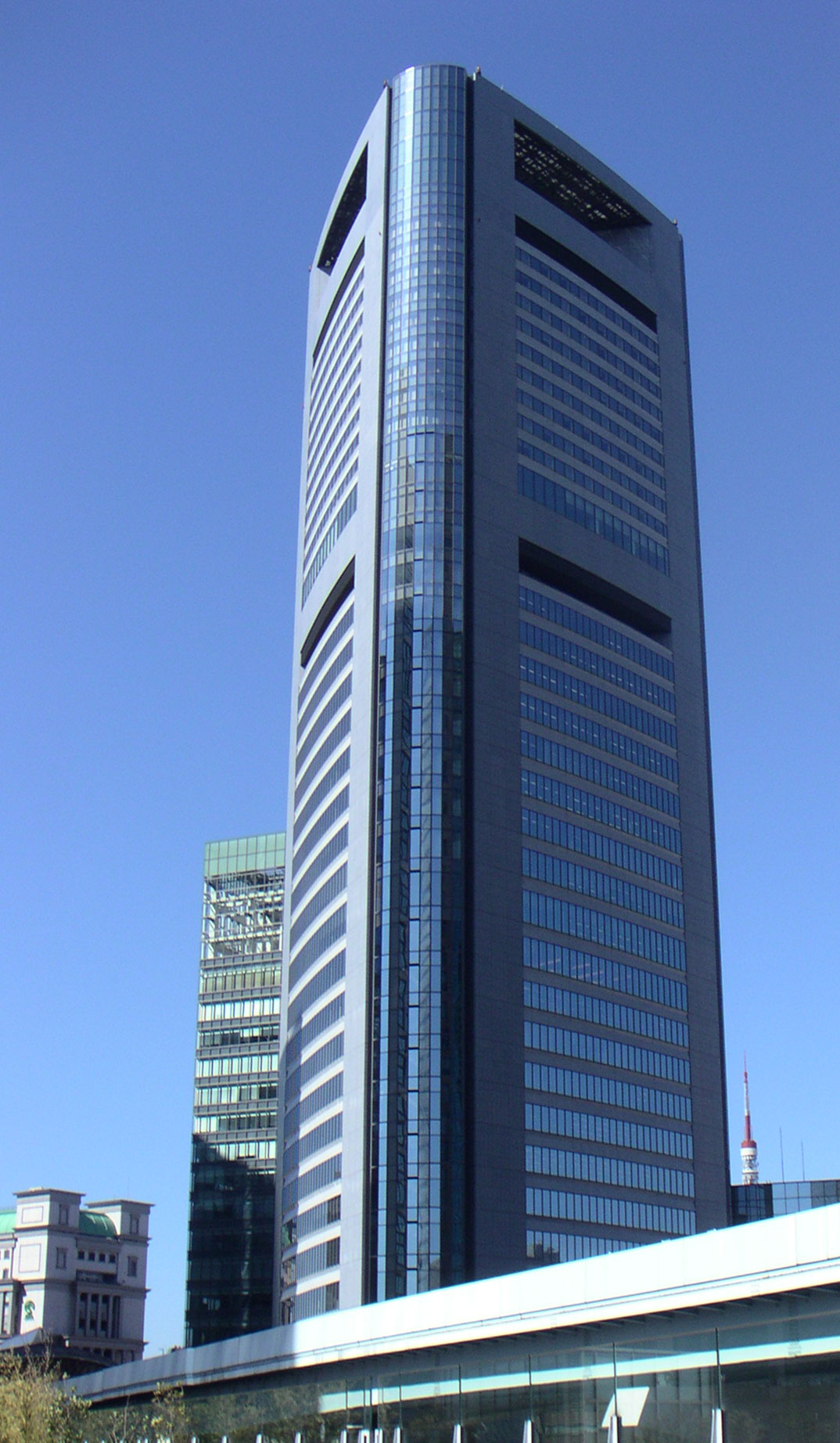
汐留メディアタワー
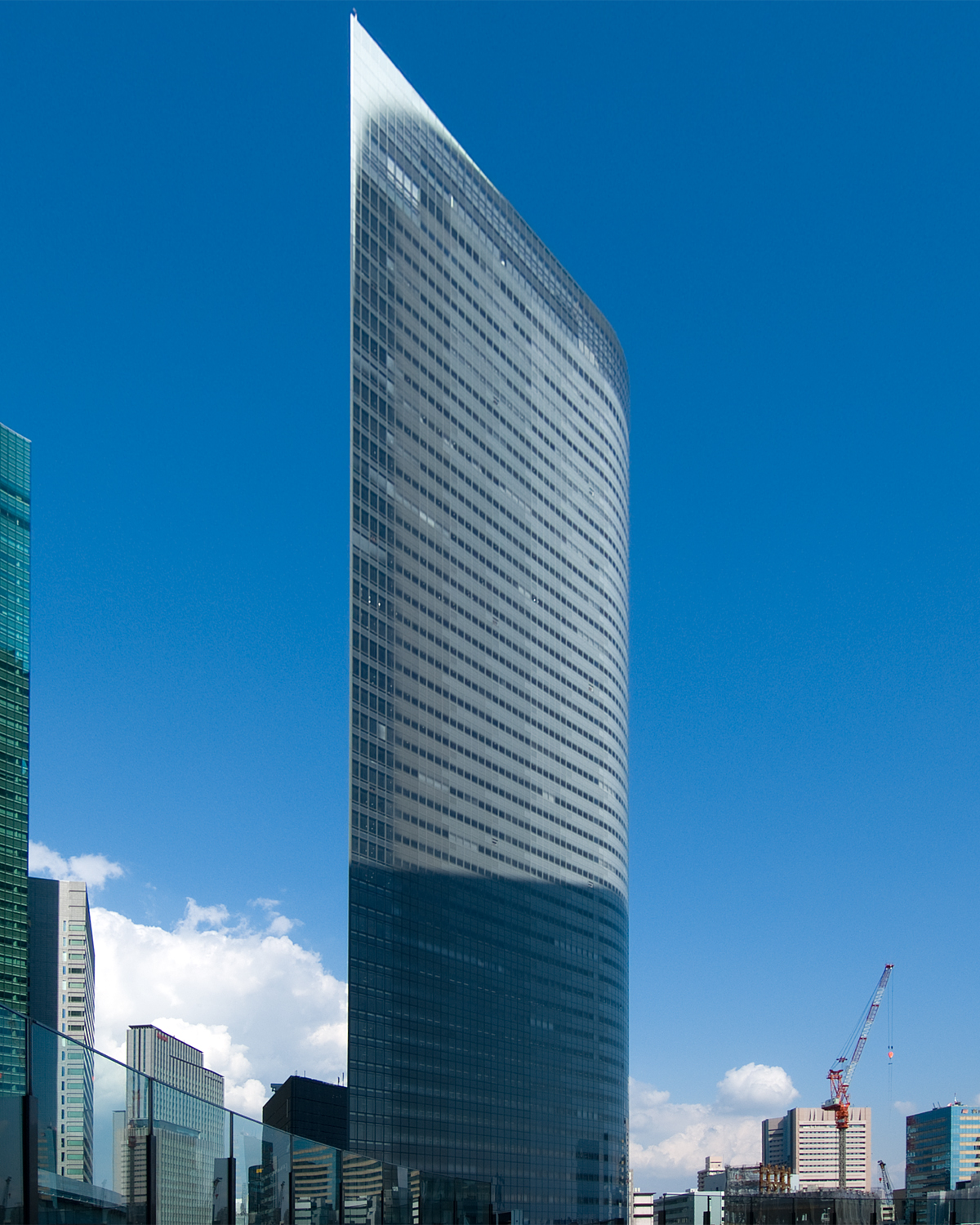
電通本社ビル
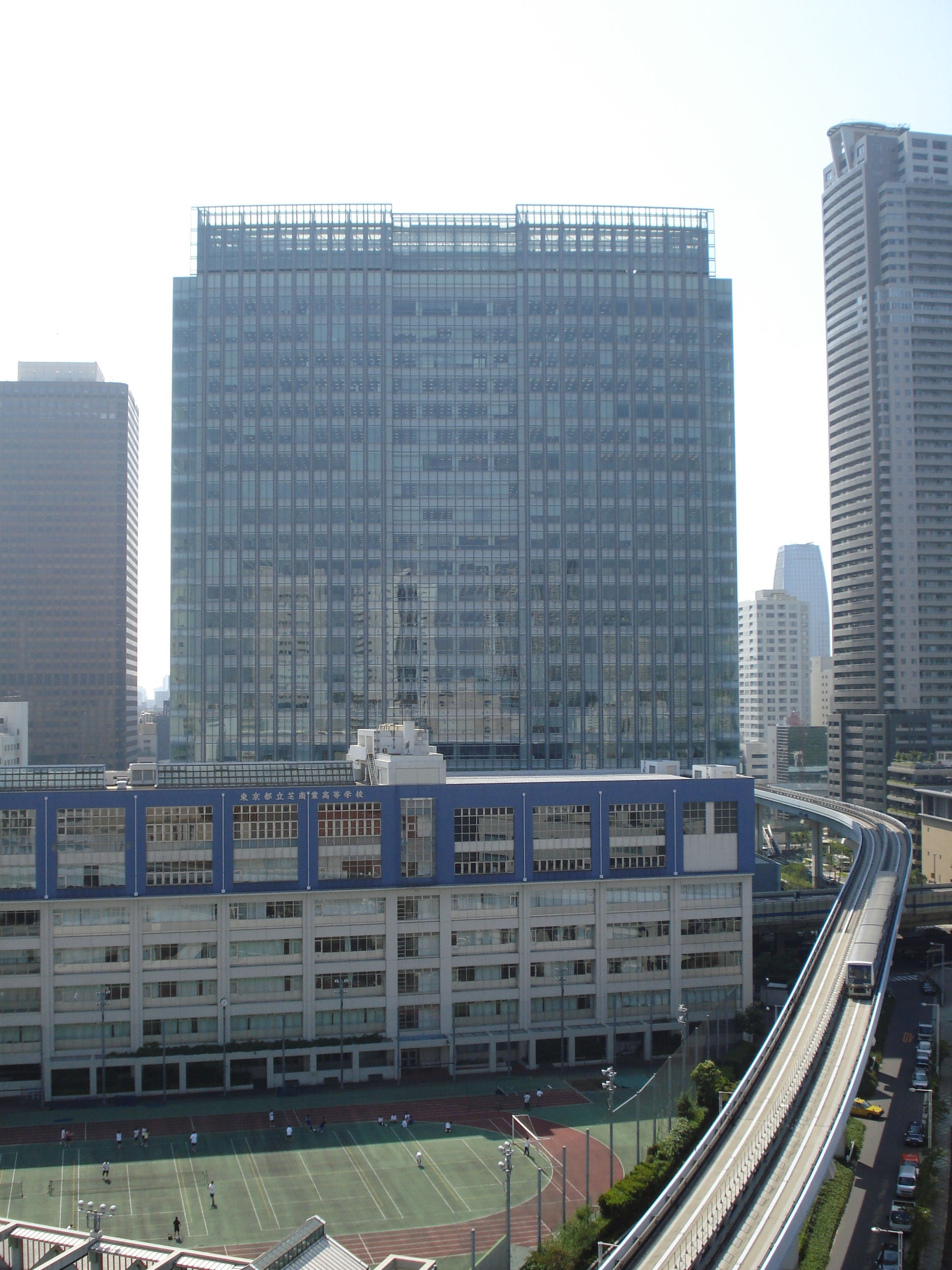
汐留ビルディングとゆりかもめ
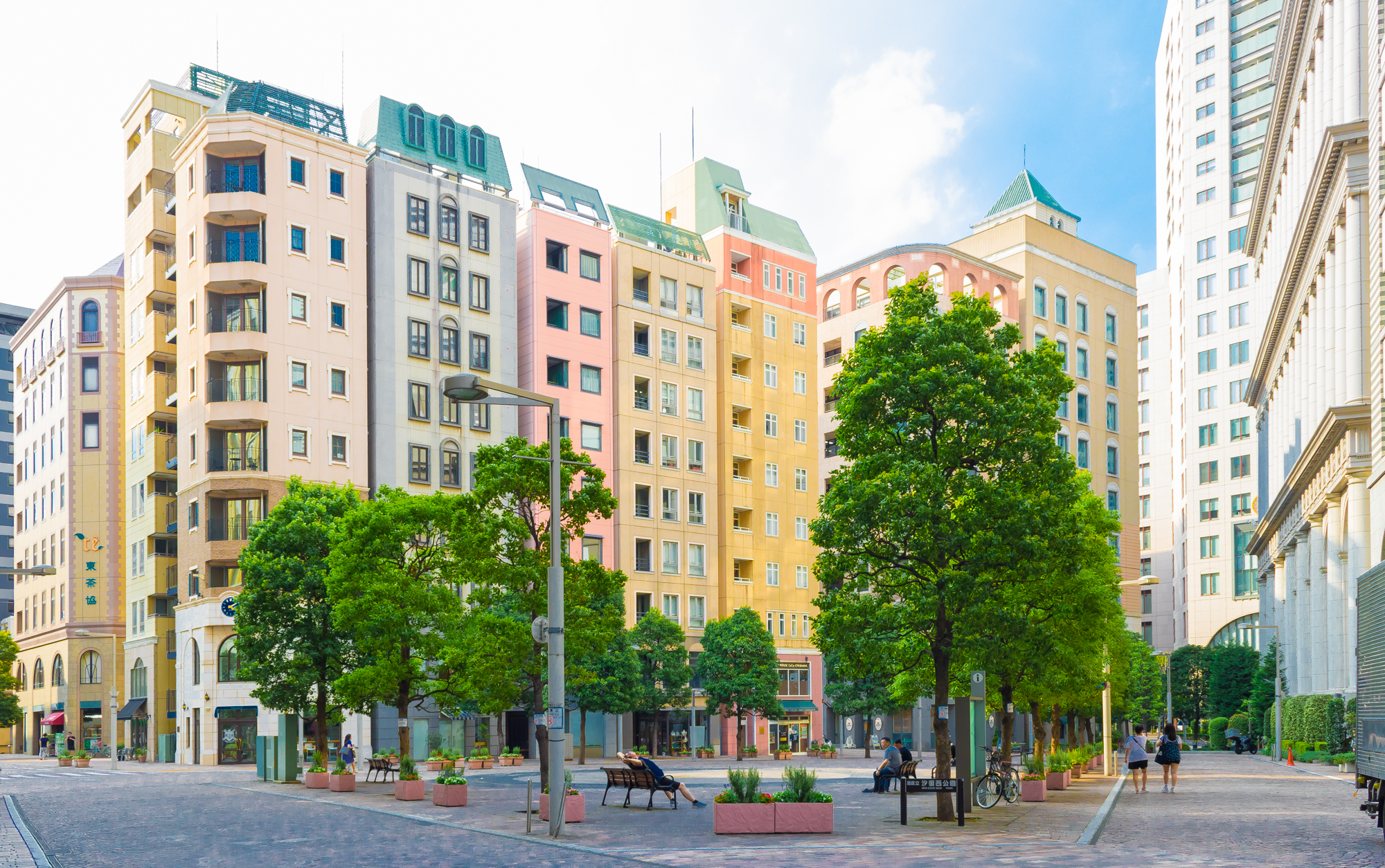
5区「イタリア街」
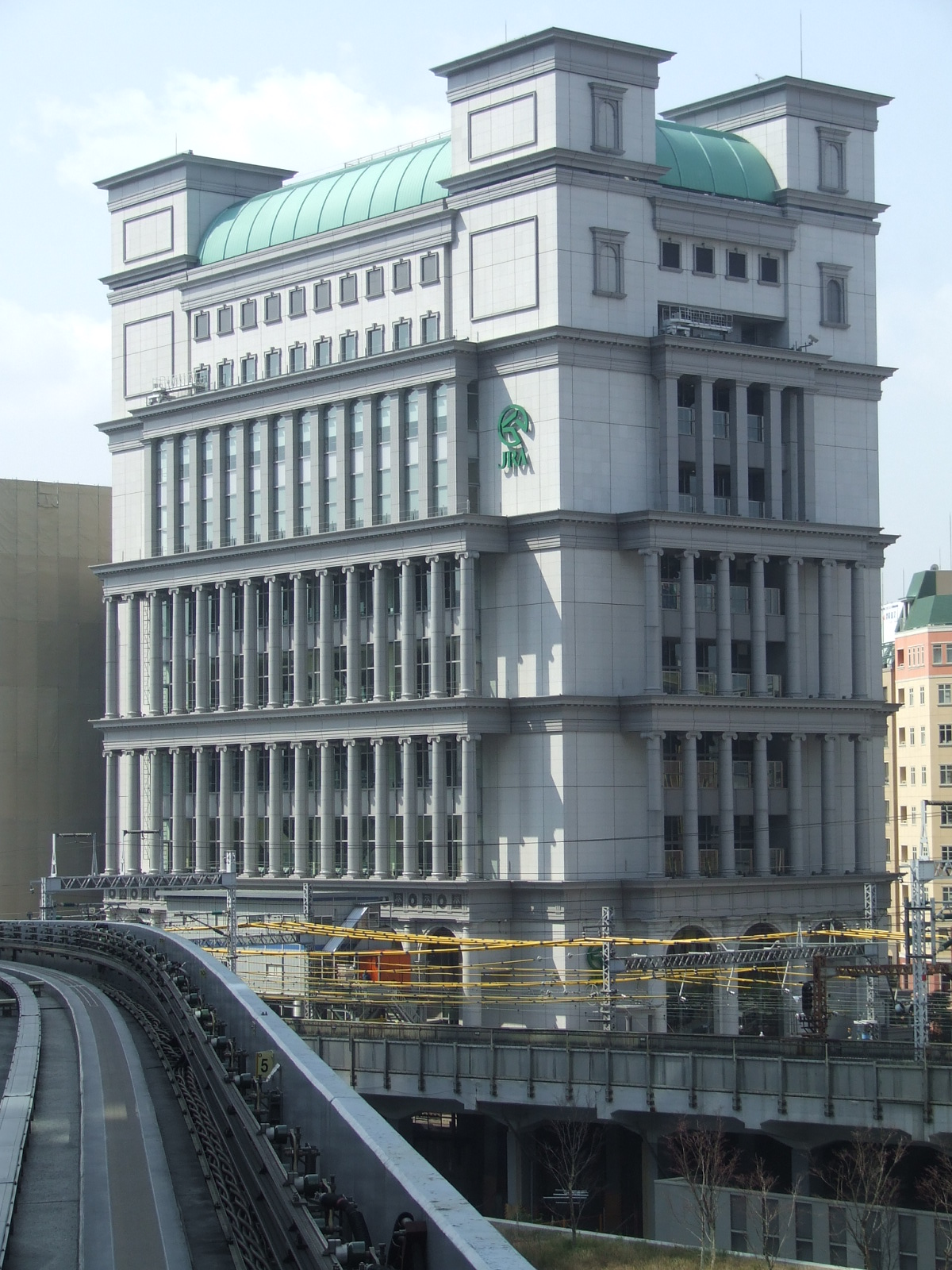
ウインズ汐留

## アクセス
- ゆりかもめ汐留駅
- 都営大江戸線汐留駅
- 東日本旅客鉄道 新橋駅
  - ■東海道線（■上野東京ライン■宇都宮線・■高崎線・■■常磐線）、■京浜東北線、■山手線、■横須賀線
- 都営浅草線新橋駅
- 東京メトロ銀座線新橋駅
- JR浜松町駅
  - ■京浜東北線、■山手線

## 周囲を囲む主な道路
- 第一京浜（国道15号）
- 昭和通り・海岸通り（東京都道316号日本橋芝浦大森線）
- 都市計画道路補助313号線（銀座ー浜松町線）2010年4月-2012年1月 拡幅、新幹線擁壁設置工事
- 新大橋通り（東京都道・千葉県道50号東京市川線）
- 首都高速都心環状線